# Kongregacija za katoliško vzgojo
Kongregacija za katoliško vzgojo tudi Kongregacija za seminišča in študijske ustanove
 (latinsko Congregatio de institutione catholica (de studiorum institutis)) je bila ena od kongregacij Rimske kurije.

## Ukinitev
Kongregacija je bila ukinjena z apostolsko konstitucijo papeža Frančiška Praedicate Evangelium, objavljeno 19. marca 2022. Ta je stopila v veljavo 5. junija 2022, na binkošti, ter je nadomestila apostolsko konstitucijo Pastor Bonus iz leta 1988.